# Down Ampney
Down Ampney – wieś w Anglii, w hrabstwie Gloucestershire, w dystrykcie Cotswold. Leży 36 km na południowy wschód od miasta Gloucester i 121 km na zachód od Londynu.